# 丰特奈托尔西
丰特奈托尔西（法語：Fontenay-Torcy，法語發音：[fɔ̃tnɛ tɔʁsi]）是法国瓦兹省的一个市镇，位于该省西部偏北，属于博韦区。

## 地理
丰特奈托尔西（49°34'5"N, 1°46'11"E）面积5.96 平方千米，位于法国上法蘭西大區瓦兹省，该省份为法国北部内陆省份，北起索姆省，西接厄尔省和滨海塞纳省，南至塞纳-马恩省和瓦兹河谷省，东临埃纳省。
与丰特奈托尔西接壤的市镇（或旧市镇、城区）包括：巴藏库尔、埃尔讷蒙布塔旺、泰兰河畔埃里库尔、叙利、维莱韦尔蒙。

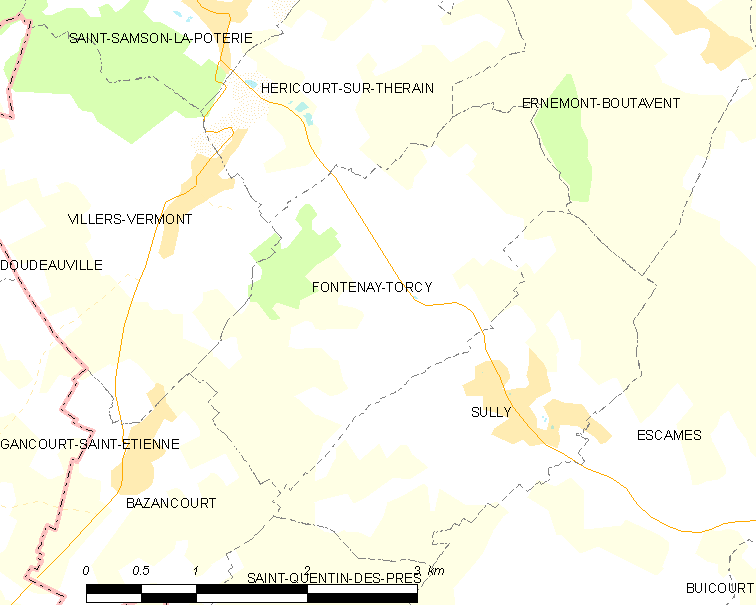
丰特奈托尔西的OSM定位图

丰特奈托尔西的时区为UTC+01:00、UTC+02:00（夏令时）。

## 行政
丰特奈托尔西的邮政编码为60380，INSEE市镇编码为60244。

## 政治
丰特奈托尔西所属的省级选区为格朗维利耶县。

## 人口

1962-2008年间丰特奈托尔西人口变化图示

丰特奈托尔西于2022年1月1日时的人口数量为144人。